# Skeppsholmskyrkan

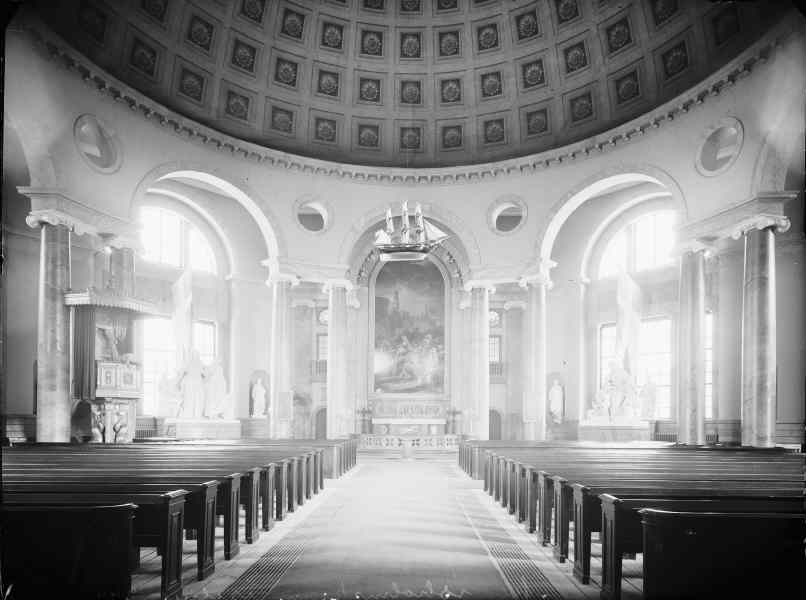
Interiör, 1942.

Skeppsholmskyrkan (officiellt Karl Johans kyrka) är en avsakraliserad (före detta) kyrka som ligger på Skeppsholmen i Stockholm. 
I byggnaden finns en hall för konserter och annan verksamhet, Eric Ericsonhallen, och den inrymmer även Eric Ericson International Choral Centre. Kyrkan är ett statligt byggnadsminne.

## Historik
Kyrkobygget påbörjades 1824 sedan den tidigare kyrkan, Holmkyrkan, som låg på Kyrkholmen (där Nationalmuseum nu ligger), hade brunnit ner i juni 1822. År 1833 stod kyrkan klar, sedan dess karakteristiska kupol färdigställts. Kyrkan invigdes dock inte förrän den 24 juli 1842, då tillkom lanterninen på kupolen. Kupoltaket har en invändig höjd av 30 meter.
Kyrkobyggnaden är byggd i nyantik stil, tydligt inspirerad av Pantheon i Rom, med dess centrala kupol samt av Trefaldighetskyrkan i Karlskrona. Planformen är åttkantig och kyrkans arkitekt var Fredrik Blom med biträde av den yngre brodern Gustav Adolf Blom. I Skeppsholmskyrkans entrevalv finns inmurade i väggen några minnesstenar över de män ur Ostkustens marindistrikt, som omkom under Svenska flottans beredskapstjänst åren 1939–1945, bland annat den stora jagarolyckan på Hårsfjärden den 17 september 1941.
Den 5 december 2001 avsakraliserades Skeppsholmskyrkan och blev en profan byggnad med möjligheter för konserter och annan kulturell verksamhet i sin fortsatta användning. 
Skeppsholmskyrkan ägs av Statens Fastighetsverk, sedan år 2020 är det Skeppsholmsgruppen som står som hyresgäster och driver en konsert och eventlokal 

## Orgel
- 1662 byggde Frans Bohl, Stockholm ett positiv. Positivet reparerades 1673 av orgelbyggare Claes Fransson Tzander, 1677 av orgelbyggaren Ernst och 1681 av en orgelbyggare.[2]

- 1702 levererades ett positiv till kyrkan av orgelbyggaren Carnaus änka. Orgeln skänktes av Hedvig Sofia av Sverige. 1704 stämdes och laggades orgeln av en orgelbyggare.[3][4] Den renoverades och stämdes 1739 av snickaren Eric German, Stockholm.[5] Den utökades till sex stämmor 1756 av Jonas Gren och Petter Stråhle, Stockholm.[6]

| Manual             |
| Gedackt 8'         |
| Oktava 4'          |
| Kvinta 3'          |
| Principal 2'       |
| Scharf III         |
| Trumpet 8' Bas     |
| Trumpet 4' Diskant |

- 1822 byggde Pehr Strand, Stockholm ett positiv med 3 1⁄2 stämmor.[7]
- 1835 byggde Pehr Zacharias Strand, Stockholm en orgel med 8 stämmor på en manual. Såldes 1877 till Tjureda kyrka.[7]
- 1873 byggde Per Larsson Åkerman, Stockholm en orgel med 18 stämmor med två manualer.[7]
- Den nuvarande orgeln är byggd 1930 av E A Setterquist & Son, Örebro och är pneumatisk. Fasaden är från 1873 års orgel. 1942 omdisponerades orgeln av samma firma.[7]

| Huvudverk I         | Svällverk II        | Pedal                         | Koppel    | Övrigt                |
| Principal 16´       | Gedackt 16´         | Subbas 16´                    | I/P       | 3 fria kombinationer  |
| Principal 8´        | Basetthorn 8´       | Violon 16´                    | II/P      | 4 fasta kombinationer |
| Flûte harmonique 8´ | Rörflöjt 8´         | Ekobas 16´ (transmitterad II) | II/I      | registersvällare      |
| Gedackt 8´          | Salicional 8'       | Borduna 8' (transmitterad I)  | I 4'/I    |                       |
| Oktava 4'           | Fugara 8'           | Koralbas 4'                   | II 16'/II |                       |
| Flöjt 4'            | Eolin 8'            | Flöjtbas 2'                   |           |                       |
| Kvinta 2 2/3'       | Voix celeste 8'     |                               |           |                       |
| Oktava 2'           | Flûte octaviante 4' |                               |           |                       |
| Cornett 4 chor      | Waldflöjt 2'        |                               |           |                       |
| Trumpet 8'          | Mixtur 3-4 chor     |                               |           |                       |
|                     | Oboe 8'             |                               |           |                       |
|                     | Crescendosvällare   |                               |           |                       |

- 2021-2022 återställdes den ursprungliga dispositionen från 1930 av Jan Börjesson Orgelvård AB.

| Huvudverk I         | Svällverk II        | Pedal                         | Koppel    | Övrigt                |
| Principal 16´       | Gedackt 16´         | Violon 16'                    | I/P       | 3 fria kombinationer  |
| Principal 8´        | Basetthorn 8´       | Subbas 16'                    | II/P      | 4 fasta kombinationer |
| Flûte harmonique 8´ | Rörflöjt 8´         | Ekobas 16´ (transmitterad II) | II 4'/P   | registersvällare      |
| Gedackt 8´          | Salicional 8'       | Borduna 8' (transmitterad I)  | II/I      |                       |
| Oktava 4'           | Voix Céleste 8'     | Koralbas 4'                   | I 4'/I    |                       |
| Flöjt 4'            | Eoline 8'           | Flöjtbas 2'                   | II 16'/I  |                       |
| Kvinta 2 2/3'       | Fugara 4'           | Basun 16'                     | II 16'/II |                       |
| Oktava 2'           | Flûte Oktaviante 4' |                               |           |                       |
| Cornett 4 chor      | Waldflöjt 2'        |                               |           |                       |
| Trumpet 8'          | Oboe 8'             |                               |           |                       |
|                     | Crescendosvällare   |                               |           |                       |
|                     |                     |                               |           |                       |

## Bilder

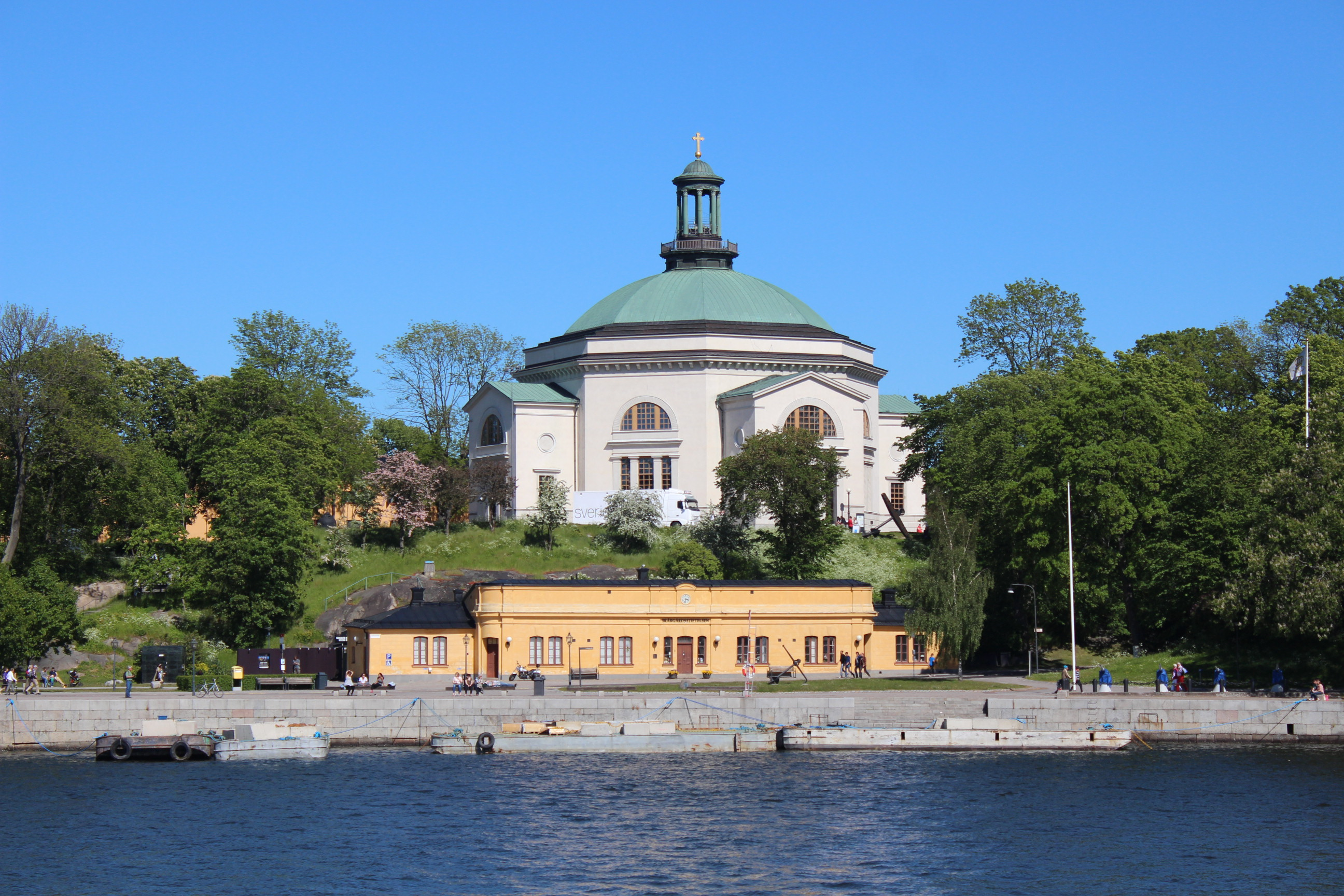
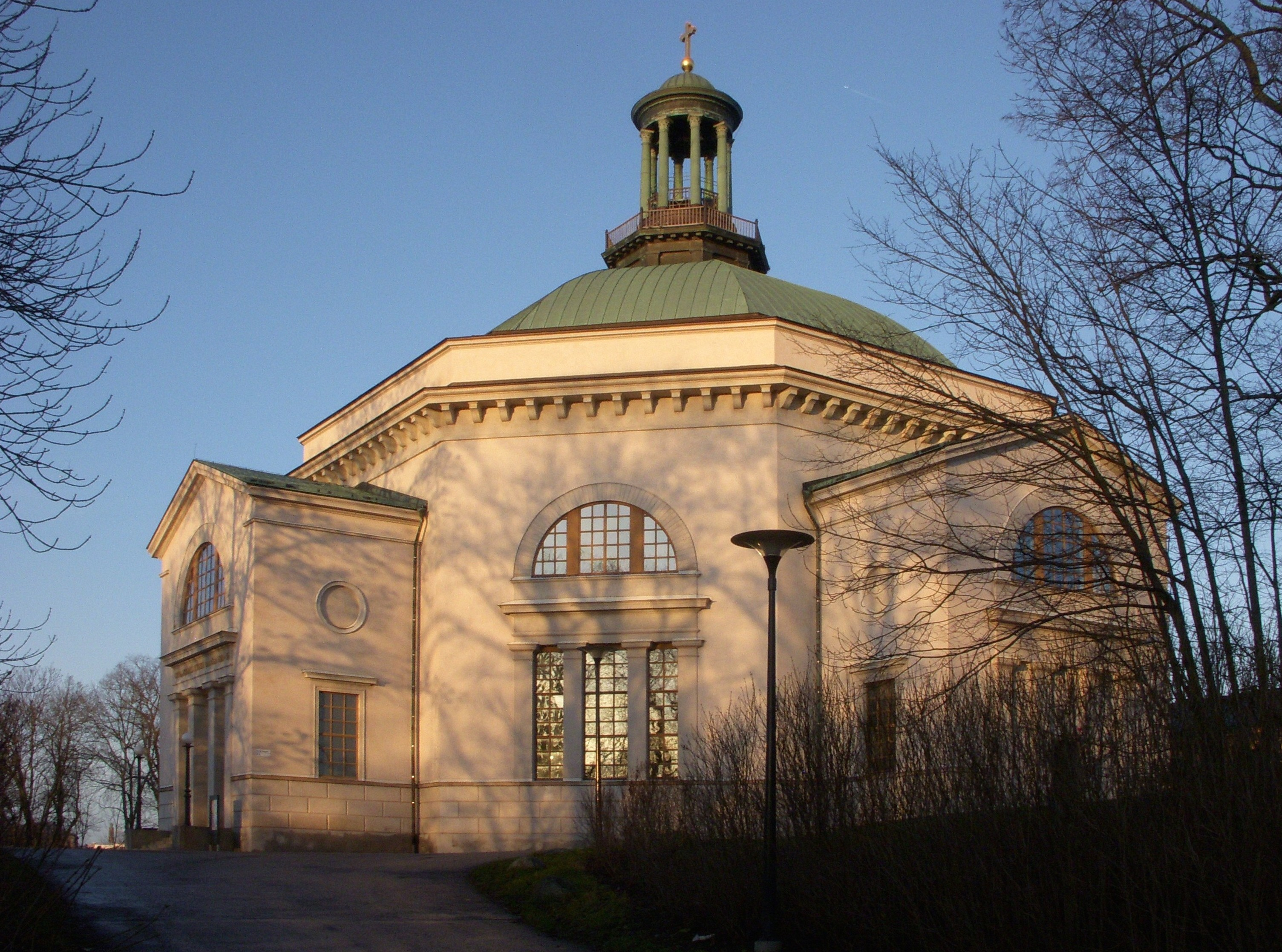
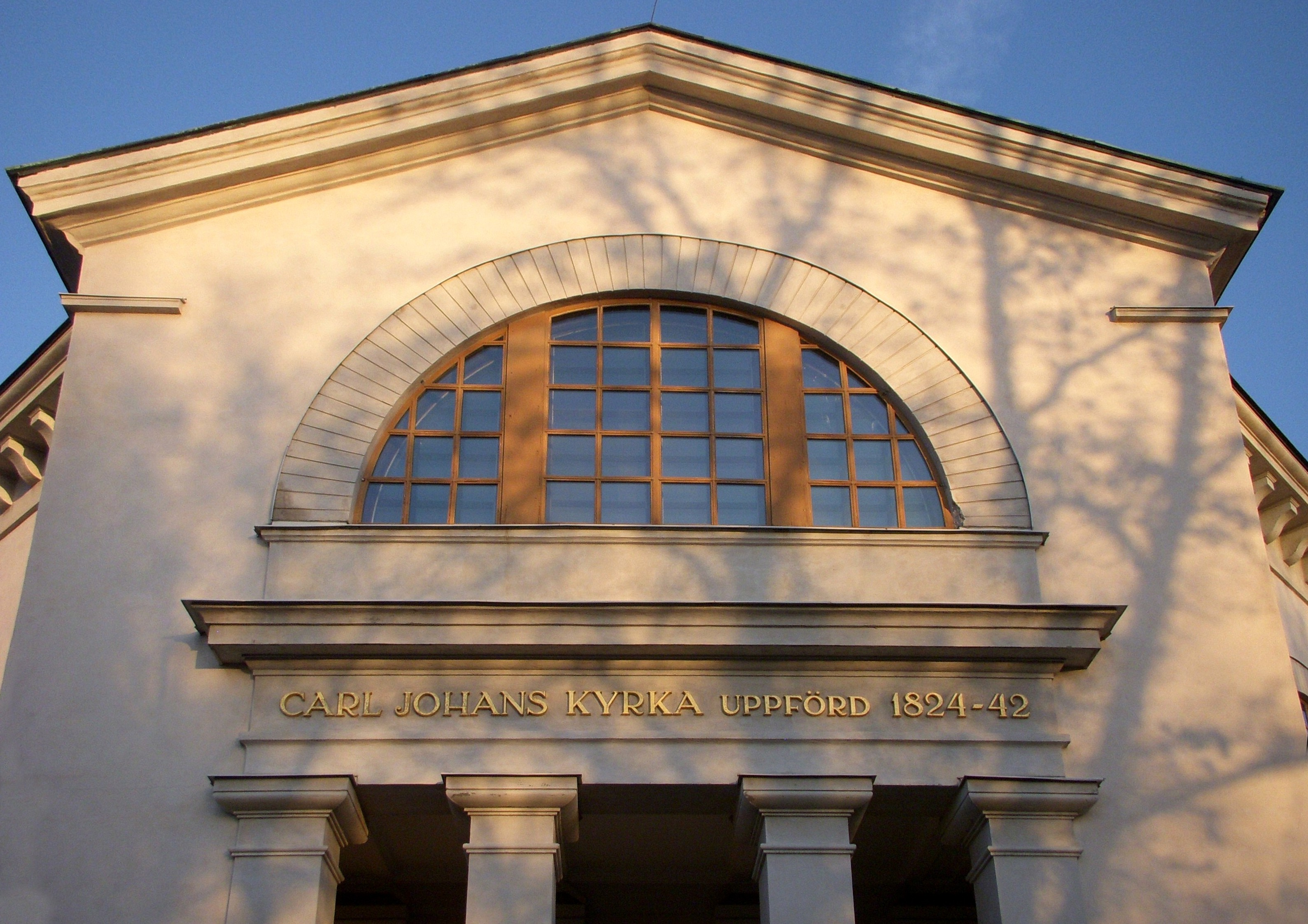
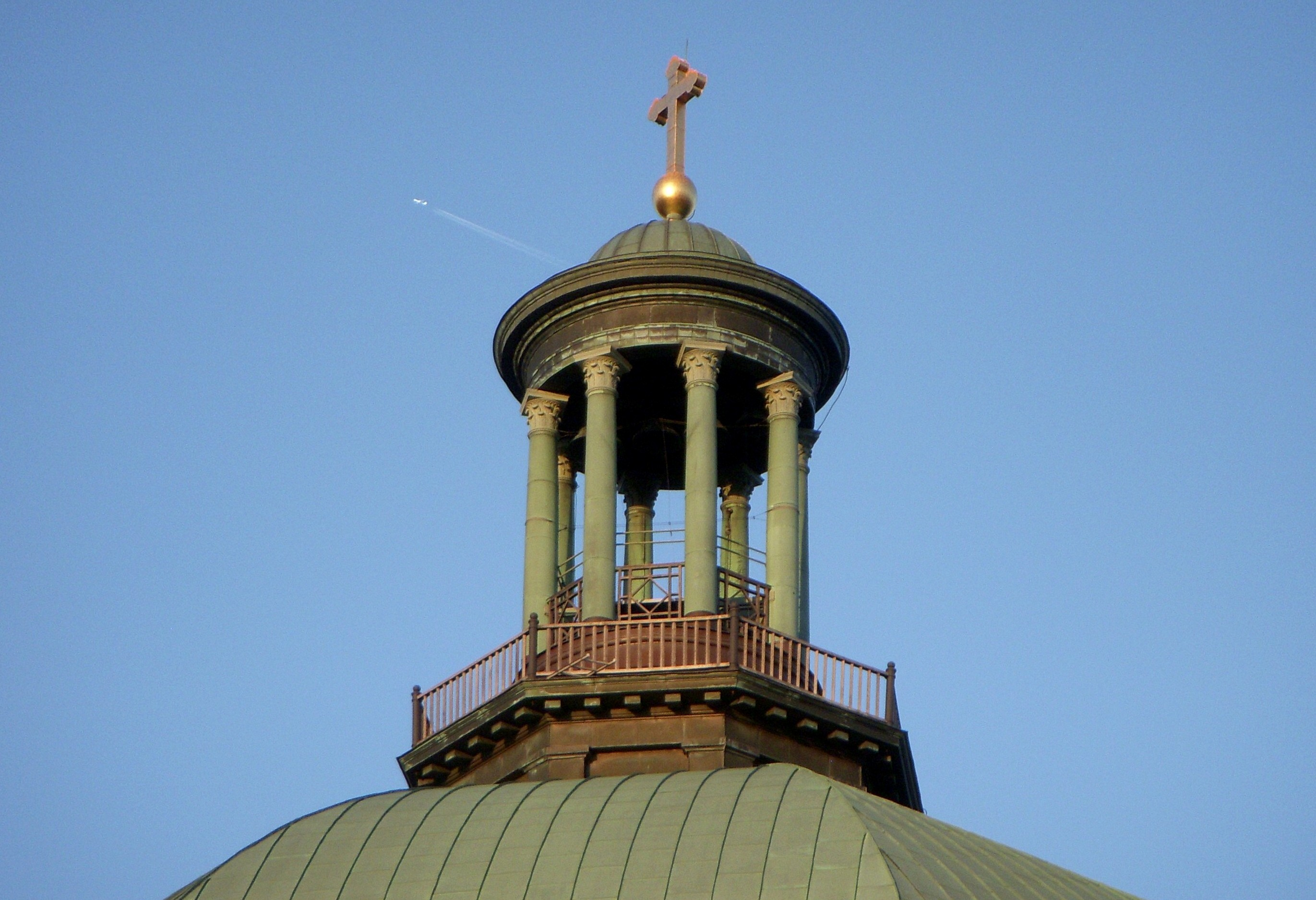
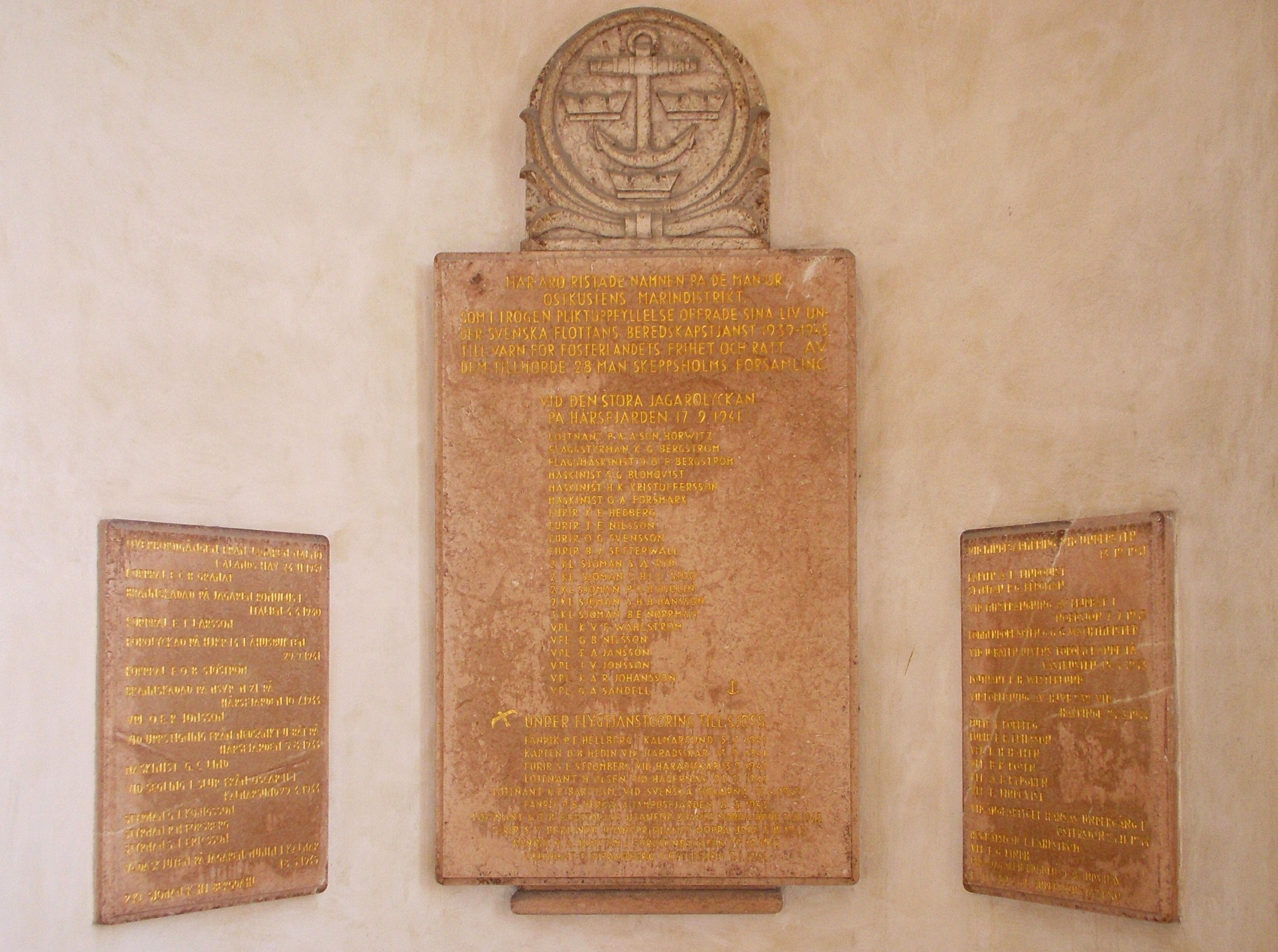

### Fotnoter
1. 1 2  ”Skeppsholmskyrkan”. Statens fastighetsverk. http://www.sfv.se/sv/fastigheter/sverige/stockholms-lan-ab/skepps-och-kastellholmarna/skeppsholmskyrkan/. Läst 14 oktober 2017.
2. ↑  Riksarkivet. Skeppsholms kyrkoarkiv, Räkenskaper, huvudserie, SE/SSA/0014/L I a/1 (1643-1702), bild-id: C0065010_00028, s. 30, 34, 97, 118, https://sok.riksarkivet.se/bildvisning/C0065010_00028#?c=&m=&s=&cv=27&xywh=104%2C-652%2C6106%2C5379.
3. ↑  Riksarkivet. Skeppsholms kyrkoarkiv, Räkenskaper, huvudserie, SE/SSA/0014/L I a/2 (1702-1704), bild-id: C0065011_00008, s. 1-2, 30, https://sok.riksarkivet.se/bildvisning/C0065011_00008#?c=&m=&s=&cv=7&xywh=2617%2C-78%2C4675%2C4119.
4. ↑  Riksarkivet. Skeppsholms kyrkoarkiv, Räkenskaper, huvudserie, SE/SSA/0014/L I a/3 (1714-1737), bild-id: C0065012_00112, s. 156, https://sok.riksarkivet.se/bildvisning/C0065012_00112#?c=&m=&s=&cv=111&xywh=1666%2C-591%2C4675%2C4119.
5. ↑  Riksarkivet. Skeppsholms kyrkoarkiv, Räkenskaper, huvudserie, SE/SSA/0014/L I a/4 (1737-1757), bild-id: C0065013_00017, s. 35, https://sok.riksarkivet.se/bildvisning/C0065013_00017#?c=&m=&s=&cv=16&xywh=3275%2C-3%2C2930%2C2582.
6. ↑  Abrahamsson Hülpers, Abraham (1773). Historisk Afhandling om Musik och Instrumenter särdeles om Orgwerks Inrättningen i Allmänhet jemte Kort Beskrifning öfwer Orgwerken i Swerige. Västerås: Johan Laurentius Horrn. sid. 209. Libris 2413220
7. 1 2 3 4  Dag Edholm, red (1990). Inventarium över svenska orglar: 1989:III, Strängnäs stift; Stockholms stift. Tostared: Förlag Svenska orglar. Libris 4108784